# Alliste

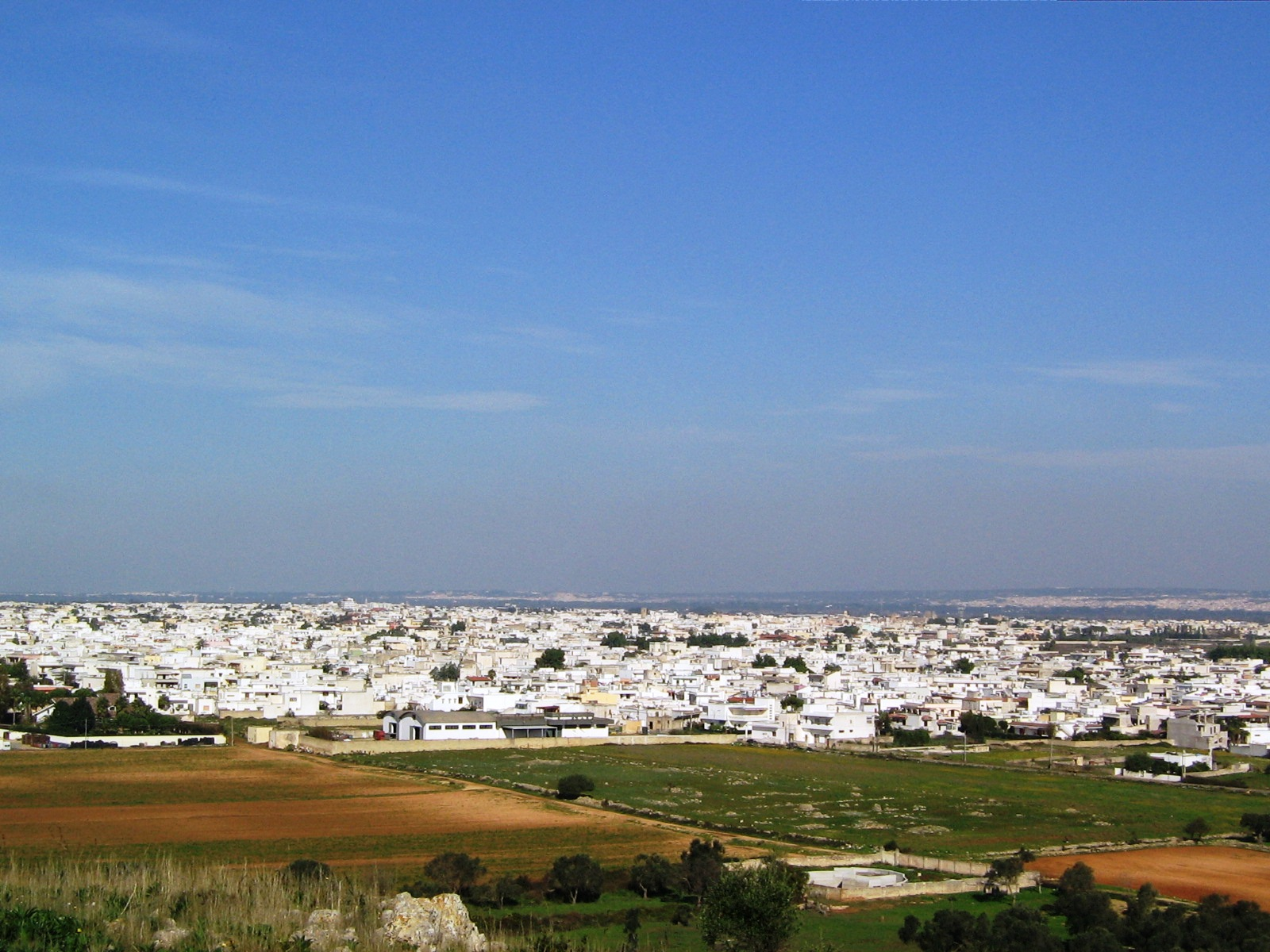
Panorama

Alliste (im lokalen Dialekt Caddhriste) ist eine südostitalienische Gemeinde (comune).

## Geografie
Die Gemeinde hat 6419 Einwohner (Stand 31. Dezember 2023). Sie liegt in der Provinz Lecce in Apulien, etwa 45,5 Kilometer südsüdwestlich der Stadt Lecce im südlichen Salento. Bis zum Mittelmeer (Golf von Tarent) sind es von Alliste aus in westlicher Richtung 4,5 Kilometer. Der Ortsteil Capilungo liegt unmittelbar am Meer.

## Geschichte
Die Gegend um Alliste war bereits in der Bronzezeit besiedelt, wie Menhire und archäologische Funde in der Umgebung zeigen. Die älteste erhaltene urkundliche Erwähnung der Ortschaft stammt von 1275. Mit der Zeit wuchsen die Ortschaften Alliste und Racale zusammen. Dennoch bilden sie noch nach wie vor zwei unterschiedliche Gemeinden.

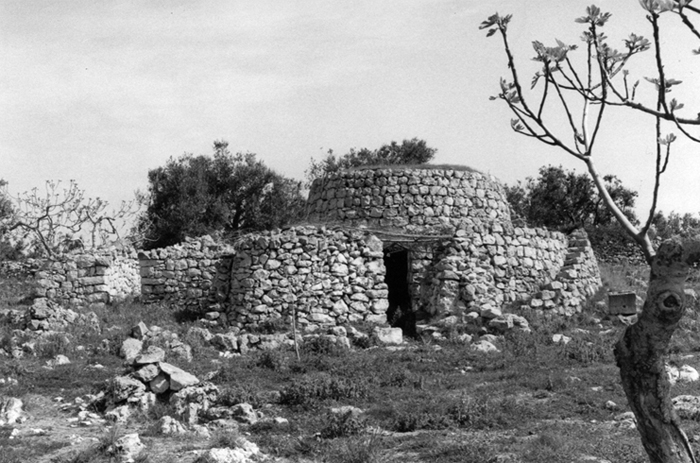
Trulli in Alliste

## Wirtschaft und Verkehr
Das Gemeindegebiet wird für den Anbau von Oliven genutzt.
Bedeutendste Straßenanbindung ist die Strada Statale 274 Salentina Meridionale.
Der Bahnhof Alliste-Racale liegt an der Bahnstrecke Casarano–Gallipoli.